# Pays de nouvelle domination
Sous l'Ancien Régime, les pays de nouvelle domination étaient toutes les terres immédiates d'Alsace, réunies à la France, soit par des traités particuliers passés avec leurs possesseurs, soit par le traité de Nimègue du 5 février 1679, les arrêts du conseil souverain d'Alsace des 22 mars et 9 août 1680, et le traité de Ryswick du 30 octobre 1697.
Ils s'opposaient aux pays d'ancienne domination qui étaient les territoires et possessions de la maison d'Autriche en Alsace, cédés au roi de France en toute souveraineté par le traité de Munster du 21 octobre 1648 et par le traité particulier de 1663 conclu entre le roi et l'archiduc Ferdinand.

## Histoire
Le 9 août 1680, un arrêt du conseil souverain d'Alsace réunit :
- les bailliages de Barr, Illkirch et Wasselonne, dépendances de la ville libre et impériale de Strasbourg ;
- le bailliage de Marlenheim, engagé à la ville de Strasbourg par l'évêque ;
- etc.

## Composition
Les pays d'ancienne domination comprenaient :
- l'évêché et le grand-chapitre de Strasbourg ;
- l'abbaye de Murbach ;
- l'abbaye d'Andlau ;
- la baronnie de Fleckenstein ;
- le comté de Horbourg ;
- la seigneurie de Riquewihr ;
- le comté de Hanau ;
- les terres de la noblesse immédiate de la Basse-Alsace ;
- la ville de Strasbourg ;
- les dix villes impériales de Haguenau, Colmar, Wissembourg, Turckheim, Obernai, Kaysersberg, Rosheim, Munster, Sélestat et Landau ;
- etc.